# Askari Mirza
Muhammad Askari Mirza (in persiano محمد عسکری میرزا‎; Kabul, 1518 – La Mecca, 5 ottobre 1557) è stato un principe indiano, figlio di Babur, primo imperatore Moghul.

## Biografia
Askari Mirza nacque nel 1518 a Kabul da Babur, che nel 1526 sarebbe divenuto il primo imperatore Moghul dell'India, e dalla consorte Gulrukh Begum. Era il secondo maschio della coppia e l'unico sopravvissuto insieme al fratello maggiore Kamran.  
Nel 1530, Babur morì e a succedergli fu suo figlio maggiore Humayun, nato dalla moglie favorita, Maham Begum. Secondo le cronache, in punto di morte Babur invitò il figlio a risparmiare la vita dei fratellastri, anche se lo avessero meritato. Per ubbidire agli ordini del padre, minimizzando però il rischio di usurpazioni, Humayun affidò si fratelli dei seggi alla periferia dell'impero: ad Askari venne quindi assegnato il governatorato Jagir di Sambhal.   
Tuttavia, questo non bastò a evitare ribellioni civili: uno dopo l'altro, tutti e tre i figli rimanenti di Babur (Kamran, Askari e Hindal) si ribellarono contro Humayun, che nel frattempo continuava ad accumulare sconfitte militare nelle sue campagne di espansione. In particolare, nel 1540, fu detronizzato da Sher Shah, costringendo i Moghul a ritirarsi a ovest. Nel 1543, su ordine di Kamran, Askari cercò di catturare Humayun mentre attraversava l'Indo, ma fallì, anche se riuscì a catturarne il figlio neonato Akbar, che fu affidato alle cure di sua moglie.   
Nel 1545, Humayun riconquistò il suo trono grazie alle truppe persiane di Tahmasp I, che usò anche per porre fine alla minaccia rappresentata dai fratellastri. Nell'agosto 1545, assediò Kandahar, dove risiedeva Askari, che si arrese il 3 settembre. Catturato, Humayun ordinò che Askari venisse accecato e esiliato a La Mecca insieme a Kamran. Entrambi morirono lì, probabilmente uccisi, il 5  ottobre 1557.   

## Discendenza
Askari Mirza aveva una sola consorte nota, Sultanum Begum, della quale non sono noti i natali e che era madre della sua unica figlia, la quale sposò Mirza Yusuf Khan. 